# La Rivière-Drugeon
La Rivière-Drugeon là một xã trong vùng hành chính Franche-Comté, thuộc tỉnh Doubs, quận Pontarlier, tổng Pontarlier. Tọa độ địa lý của xã là 46° 52' vĩ độ bắc, 06° 12' kinh độ đông. La Rivière-Drugeon nằm trên độ cao trung bình là 826 mét trên mực nước biển, có điểm thấp nhất là 810 mét và điểm cao nhất là 1112 mét. Xã có diện tích 19.16 km², dân số vào thời điểm 2004 là 714 người; mật độ dân số là 37 người/km².

## Thông tin nhân khẩu
| 1962 | 1968 | 1975 | 1982 | 1990 | 1999 |
| ---- | ---- | ---- | ---- | ---- | ---- |
| 553  | 554  | 466  | 520  | 635  | 645  |

## Địa điểm tham quan
Nhà thờ giáo khu Saint-Nicolas được xây dựng trong thế kỉ thứ 15.